# 終端速度
終端速度（しゅうたんそくど、英: terminal velocity）とは、物体が重力または遠心力などの体積力と、速度に依存する抗力を受けるときに、それらの力がつりあって変化しなくなったときの速度である。終末速度、終末沈降速度とも呼ばれる。

## 運動方程式
球状の物体が重力により落下しながら浮力と空気抵抗を受けている場合を考える。また仮定として、物体は単独で（他の物体があってもそれらからの影響を受けずに）運動しているとする。
このとき、物体の運動方程式は
{\displaystyle \rho _{\mathrm {s} }V{\frac {\mathrm {d} u}{\mathrm {d} t}}=(\rho _{\mathrm {s} }-\rho _{\mathrm {f} })Vg-c_{\mathrm {D} }S{\frac {\rho _{\mathrm {f} }u^{2}}{2}}}
となる。ここで、
- ρs ：物体の密度 [kg/m3]
- ρf ：空気の密度
- {\displaystyle V={\frac {\pi }{6}}d^{3}} ：物体の体積 [m3]
- {\displaystyle S={\frac {\pi }{4}}d^{2}} ：物体の運動方向への投影面積 [m2]
  - d ：物体の直径 [m]
- u ：物体の速度 [m/s]
- g ：重力加速度 [m/s2]
- cD ：抗力係数

である。
抗力係数 cD は
{\displaystyle c_{\mathrm {D} }={\begin{cases}{\dfrac {24}{Re}}&(Re<2)\\{\dfrac {10}{\sqrt {Re}}}&(2<Re<500)\\0.44&(500<Re<10^{5})\end{cases}}}
と表される。ここで、Re は物体の速度を無次元化したレイノルズ数であり、
{\displaystyle Re={\frac {du\rho _{\mathrm {f} }}{\mu _{\mathrm {f} }}}}
- μf ：空気の粘性係数 [kg/m s]

と定義される。この流れはレイノルズ数Re の範囲で
- Re < 2 ：ストークス域（層流域）
- 2 < Re < 500 ：アレン域（中間域）
- 500 < Re < 105 ：ニュートン域（乱流域）

と呼び分けられる。

### 解
終端速度 ut は、運動方程式において左辺の加速度がゼロになったときの速度である（cD > 0 なら速度 u は t →∞ で収束する）から、この方程式を解けば
{\displaystyle u_{\mathrm {t} }={\begin{cases}{\dfrac {d^{2}(\rho _{\mathrm {s} }-\rho _{\mathrm {f} })g}{18\mu _{\mathrm {f} }}}&(Re<2)\\\left\{{\dfrac {4}{225}}{\dfrac {(\rho _{\mathrm {s} }-\rho _{\mathrm {f} })^{2}g^{2}}{\rho _{\mathrm {f} }\mu _{\mathrm {f} }}}\right\}^{\frac {1}{3}}d&(2<Re<500)\\\left\{{\dfrac {4}{3\times 0.44}}{\dfrac {(\rho _{\mathrm {s} }-\rho _{\mathrm {f} })g}{\rho _{\mathrm {f} }}}d\right\}^{\frac {1}{2}}&(500<Re<10^{5})\end{cases}}}
と求められる。特に Re < 2 の場合の解はストークスの式と呼ばれる。

## 抗力係数
抗力係数 cD は上述の通りレイノルズ数 Re によって変化するが、その関数形には様々な式が提案されている。
低速の層流域（ストークス域）で cD = 24/Re となることはどの文献でも同様であるが、その適用域には差があり、Re < 10 、Re < 0.5 、Re < 0.25 (JIS Z 8820-1)等がある。また極細粒粒子はブラウン運動によって不規則に動くため、適用域の下限も存在する。
比較的高速の乱流域（ニュートン域、亜臨界領域）についても多くの文献で同じであり cD = 0.44 である。この値はプラントル(1914)による。適用域としては 500 < Re < 105 、103 < Re < 3×105  等がある。この領域では物体表面上にできる境界層は層流である。
中間速度域については上述の
{\displaystyle c_{\mathrm {D} }=10/{\sqrt {Re}}} (Allen)
の他に
- {\displaystyle c_{\mathrm {D} }=\left(0.55+{\frac {4.8}{\sqrt {Re}}}\right)^{2}} (1 < Re < 3×103 [5]、または1 < Re < 104 [4])
- {\displaystyle c_{\mathrm {D} }=18/Re^{0.6}} (1 < Re < 104)[4]
- {\displaystyle c_{\mathrm {D} }=18.5/Re^{0.6}} (Bird)[7]
- {\displaystyle c_{\mathrm {D} }={\frac {24}{Re}}(1+0.15Re^{0.687})} (Schiller等)[7]

等、様々なものがある。
Re > 105 を超える高速域（超臨界領域）ではニュートン域よりも抗力係数は下がり、cD = 0.1 - 0.2 程度となる。これは固体表面の境界層が乱流に遷移を始めるためであり、トリッピングワイヤーの設置などによりこれを利用すると抗力を下げることができる。マグヌス効果#ディンプルの効果の、抗力を抑える効果等に応用がある。

## 液滴の終端速度
上記までは剛体球を仮定しているが、液滴は形状の変形や内部の流動現象があるため運動の解析は複雑である。径が小さければ終端速度は剛体球のそれとほぼ一致するが、径が大きくなるにつれ扁平形への変形を生じ、剛体球よりも低い終端速度となる。剛体球のストークス域における式に補正を加えた、次のHadamard-Rybczinskiの式が提案されている：
{\displaystyle u_{t}={\frac {d^{2}(\rho _{\mathrm {s} }-\rho _{\mathrm {f} })g}{18\mu _{\mathrm {f} }}}\cdot {\frac {3\mu _{s}+3\mu _{f}}{3\mu _{s}+2\mu _{f}}}.}
ここでμs, μfはそれぞれ分散相（液滴）と連続相（空気）の粘度である。